# 鮑春来
鮑 春来（ほう しゅんらい、バオ・チュンライ、Bao Chun Lai、1983年2月17日）は中国のバドミントン選手。

## 概要
ジュニア時代は中国の1番手として活躍し、中国男子シングルスの次代のエースとして期待されていた。しかし、トップ選手の登竜門と言われているアジアジュニア選手権で、当時は二番手的存在であった同い年の林丹が国際大会初優勝、先を越された形となる。その後林丹は数々のグランプリトーナメントで優勝するなど、中国のエースの座を確固たるものにしたのに対し、鮑春来も一時は世界ランキング1位になるなど常に上位をキープしてはいるものの、トーナメントの準決勝や決勝の肝心な場面で勝ちきれない状態が続き、国内シングルス二番手に甘んじている。
なかなか優勝できない要因として精神面の弱さを度々指摘されており、そのことで林丹とよく比較されている。
近年は団体戦のトマス杯で2004年、2006年に2大会連続プレッシャーのかかる場面での優勝ポイントを獲得しており、メンタルトレーニングの成果が出ているようである。
2011年9月国際試合から引退。

## プレースタイル
- 身長は190cmとバドミントン選手としてはかなり長身で、機敏さはあまり無いものの、長い手足でコート全体をカバーする。また大柄な選手にありがちな動きの硬さもなく、しなやかにコートを駆ける。
- ややパワーに欠けるためスイングスピードは全体的に速くないが、シャトルをスライスする技術に優れており、高い打点から左右に沈める鋭角なカットやスマッシュは、サウスポーということもあり非常に強力。
- ラリー中はネットプレーやドリブンクリアーを有効に使って相手を動かし、甘く上がった球をクロスに角度をつけて沈めるパターンが多い。強打を全力で打つことはあまりなく、コントロールした打球でコースを狙うことを重視している。